# کلمان وانتورینی
کلمان وانتورینی (فرانسوی: Clément Venturini‎؛ زادهٔ ۱۶ اکتبر ۱۹۹۳) دوچرخه‌سوار اهل فرانسه است.
از باشگاه‌هایی که در آن رکاب زده‌است می‌توان به تیم دوچرخه‌سواری کوفیدیس، و تیم دوچرخه‌سواری کوفیدیس، و آژ۲آر لا موندیال اشاره کرد.
وی در مسابقات کشوری و بین‌المللی در مجموع برندهٔ ۱ مدال طلا شده‌است.